# Anna Favella
Anna Favella, (Roma, 21 de setembro de 1983) é uma atriz italiana de teatro e cinema. 

## Filmografia
- Enrico Mattei - L'uomo che guardava al futuro (2008)
- Don Matteo 7 (2009)
- Terra Ribelle (2010)
- Terra Ribelle - Il Nuovo mondo (2012)
- Mr. America (2013)
- Luis Miguel (2018), como Marcela Basteri